# Anco Huallu
Anco Huallu, également appelé Huancohuaullu, Ancoallo, Anco Uallo, ou Anco Ayllo, (Quechua contemporain: Anku Wallu ou Anku Ayllu), est un sinchi (chef de guerre) chanca. Il s'échappe du pouvoir inca lors d'une expédition militaire, accompagné d'un contingent de l’armée.

## Biographie

### Participation à la guerre chanca-inca
Aux environs de 1440, ou 1425, après avoir échoué à conquérir Cuzco, capitale du jeune Empire Inca naissant, les Chancas sont vaincus à la bataille de Yahuar Pampa par l'armée inca et leurs tribus alliées, emmenée par le jeune Cusi Yupanqui, fils de Viracocha Inca et futur Sapa Inca IX : Pachacútec. Lors de la bataille, Anco Huallu est capturé par les forces incas, selon le chroniqueur colonial Pedro Sarmiento de Gamboa. Il devient Sinchi, ou chef de guerre, des Chancas restants (vaincus mais incorporés à l'armée inca), notamment grâce à la confiance qu'il a acquise auprès des nobles incas.
D'autres documents ethno-historiques d'époque coloniale indiquent que l'attaque aurait eu lieu avant le règne de Viracocha Inca, et qu'Anco Huallu aurait déjà été le général principal des chankas. Pour l'Inca Garcilaso de la Vega, Anco Huallu est à la tête des forces chankas qui dirigent l'attaque contre les Incas à l'époque du règne de Yahuar Huacac, tandis que Felipe Huamán Poma de Ayala estime qu'Anco Huallu dirige l'expédition contre les Incas à l'époque de Manco Capac, premier inca.

### Dirigeant des chancas sous l'empire inca
Les incas s'allient aux chankas, premier peuple associé au pouvoir cuzquénien, lequel, profitant de sa réputation guerrière à la suite de la victoire sur les chankas, étend son domaine et constitue un ensemble multi-ethnique. Dans le cadre de l'alliance, Anco Huallu reçoit une femme cuzquénienne, tandis que le général inca Capac Yupanqui est en couple avec la sœur d'Anco Huallu.
Après avoir conquis les chefferies entourant le lac Titicaca, l'empereur inca Pachacútec ordonne à son frère Capac Yupanqui d'entreprendre une campagne militaire au nord, dans le Chinchay Suyu. Après avoir quitté les territoires incas, l’armée assiège la forteresse d'Urcocollac, près de Parcos. Après les tentatives infructueuses des troupes incas, ce sont les forces Chancas qui, dans un troisième assaut, pénètrent dans la forteresse et massacrent la population.
Dès que la victoire est annoncée, des chaskis (messagers) sont envoyés à Cuzco pour informer le souverain inca. Ce dernier — craignant une révolte des Chancas, désormais capables de reconquérir leur ancienne puissance — décide de rompre l'alliance inca-chanca et de trahir Anco Huallu, et fait parvenir à Capac Yupanqui l'ordre de tuer le contingent Chanca et son chef, sous peine d'être lui-même exécuté dans le cas où lui, son propre frère, n'accomplirait pas les ordres donnés. Le chaski chargé du message arrive lorsque la sœur d'Anco Huallu se trouve en présence du général Capac Yupanqui. Cette dernière informe alors son frère, qui organise la fuite.
Le contingent Chanca fuit alors de Jauja, où est stationnée l'armée, jusqu'au-delà de Cajamarca. Capac Yupanqui essaie de le rattraper, mais y échoue, et se retrouve de fait bien au-delà des frontières auparavant établies par Pachacútec. Les chankas d'Anco Huallu s'établissent dans les basses-terres des chachapoyas. Capac Yupanqui conquiert alors la seigneurie de Guzmango, à Cajamarca, en y établissant une garnison inca.